# Regasilus strigaria
Regasilus strigaria är en tvåvingeart som beskrevs av Charles Howard Curran 1931. Regasilus strigaria ingår i släktet Regasilus och familjen rovflugor. Inga underarter finns listade i Catalogue of Life.